# Dadonville
Dadonville är en kommun i departementet Loiret i regionen Centre-Val de Loire strax norr Frankrikes mitt. Kommunen ligger i kantonen Pithiviers som tillhör arrondissementet Pithiviers. År 2022 hade Dadonville 2 363 invånare.

## Befolkningsutveckling
Antalet invånare i kommunen Dadonville
| Referens: INSEE |